# 惠济乡
惠济乡，是中华人民共和国河南省商丘市柘城县下辖的一个乡镇级行政单位。

## 行政区划
惠济乡下辖以下地区：
尚寨村、任庄村、单楼村、东吴楼村、洪庙村、周店村、仿宋村、豆楼村、王元庄村、陈楼村、荣堂村、胡庄村、魏堂村、小吴村、何庄村、吴楼村、赵庄村、朱桥村、王菜村、双庙村、贾堂村、金桥村、代口村、朱庄村、李屯村、丁王口村和刘屯村。